# Добринский, Исаак
Исаак Добринский (7 марта 1891, Макаров, Киевская губерния — 5 января 1973, Париж) — французский художник, пейзажист, портретист.

## Биография
Родился на Украине. Его отец был религиозным евреем. Учился в хедере, после внезапной смерти отца он переехал в Киев учиться скульптуре, в частной школе, работал на фабрике. Прожил в Киеве шесть лет. В 1912 году переехал в Париж, в коммуну художников La Ruche, где он прожил до своей смерти в 1973 году. Занимался скульптурой. Дружил с Пинхусом Кремнем, Амадео Модильяни. Позднее отказался от скульптуры выбрав живопись. Посещал академии Гранд Шомьер и Ф. Коларосси . В 1926 году женится на В. Кремер, дочери известного политического деятеля Аркади Кремера.
В 1930-е годы снимал мастерскую в доме 18 по Одесской улице на Монпарнасе. Выставлялся в Осеннем салоне (с 1920 года) и Независимых (1914, 1936). Проводил персональные выставки. В 1931 и 1932 годах при поддержке журнала Tchisla проводит выставку в галерее L’Epoque, а в 1938 году выставляется в галерее Шарпантье.
В годы оккупации (1942-44) он покидает Париж и находит убежище в деп. Дордонь.
В 1961 году он принимает участие в выставке «Русские художники Парижской школы» в Доме французской мысли.
Его картины представлены в собраниях известных музеев современного искусства.